# Linnés sexualsystem
Linnés sexualsystem är en systematisk indelning av växtvärldens alla arter grundat på växternas sexualsystem, utarbetat av Carl von Linné. Det tar sin utgångspunkt i sexualsystemet och verk av John Ray, Andrea Cesalpino, Joseph Pitton de Tournefort och Sébastien Vaillant. Systematiken lanserades i Systema naturae.
Linné utgick från att växter med likartat utseende var mer eller mindre släkt med varandra. Senare tiders undersökningar med DNA-sekvensering, har emellertid ställt många av Linnés teorier på huvudet. Med DNA som sorteringsbegrepp kan växter med helt olika utseende antas närmare släkt med varandra än växter som liknar varandra mer eller mindre.
Linné urskiljer först av allt två huvudgrupper:
- Fanerogamer, växter vars blommor har ståndare och pistiller
- Kryptogamer, växter vars blommor saknar ståndare och pistiller

Huvudgrupperna indelas i klasser, och klasserna subindelas i ordningar. Taxonomin använder binomial nomenklatur.
Här följer nu huvudrubrikerna i Linnés sexualsystem.

## Fanerogamer

### Alla blommor tvåkönade

#### Ståndare fria från varandra och från pistillens märke
- - Klass 1, Monandria, 1 ståndare
  - Klass 2, Diandria, 2 ståndare
  - Klass 3, Triandria, 3 ståndare
  - Klass 4, Tetrandria, 4 ståndare
  - Klass 5, Pentandria. 5 ståndare
  - Klass 6, Hexaandria, 6 ståndare
  - Klass 7, Heptandria, 7 ståndare
  - Klass 8, Octandria, 8 ståndare
  - Klass 9, Enneandria, 9 ståndare
  - Klass 10, Decandria, 10 ståndare
  - (11 ståndare förekommer inte)
  - Klass 11, Dodecandria,12 ståndare
  - Klass 12, Icosandria, flera än 12 ståndare på ett ringformigt fäste, skilt från pistillfästet
  - Klass 13, Polyandria, flera än 12 ståndare, tätt under pistillfästet
  - Klass 14, Didynamica, 4 ståndare, av vilka 2 längre än de andra 2 (tvåväldiga)
  - Klass 15, Tetradynamica, 6 ståndare, av vilka 4 är längre än de andra 2 (fyrväldiga)

#### Ståndare förenade med varandra eller med pistillens märke
- Ståndarknappar fria
  - Klass 16, Monadelphia, strängar förenade i 1 grupp
  - Klass 17, Diadelphia, strängar förenade i 2 grupper
  - Klass 18, Polyadelphia, strängar förenade i 3 grupper
- Ståndarknappar förenade till ett rör
  - Klass 19, Syngenesia
- Ståndarknapp fäst på pistillens märke
  - Klass 20, Gynandria

### Alla blommor på en viss individ enkönade

#### Han- och honblommor på samma individ:sambyggare
- - Klass 21. Monoecia

#### Hanblommor och honblommor på olika individer:tvåbyggare
- - Klass 22, Dioecia

### På en och samma individ är somliga blommor tvåkönade, andra enkönade:mångbyggare
- - Klass 23, Polygamia

## Kryptogamer

### Växter utan ståndare och pistiller
- - Klass 24, Cryptogamia